# Cybaeodes molara
Espèce
Synonymes
- Cerrutia molara Roewer, 1960

Cybaeodes molara est une espèce d'araignées aranéomorphes de la famille des Liocranidae.

## Distribution
Cette espèce est endémique de Sicile en Italie. Elle se rencontre dans la grotte Grotta della Molara à Palerme.

## Description
Le mâle décrit par Platnick et Di Franco en 1992 mesure 6,24 mm et la femelle 7,02 mm.

## Étymologie
Son nom d'espèce lui a été donné en référence au lieu de sa découverte, la grotte Grotta della Molara.

## Publication originale
- Roewer, 1960 : Drei cavernicole Araneen-Arten aus Sizilien, erbeutet von Herrn M. Cerruti (Rom). Fragmenta Entomologica, vol. 3, p. 87-94.